# Полюстрово

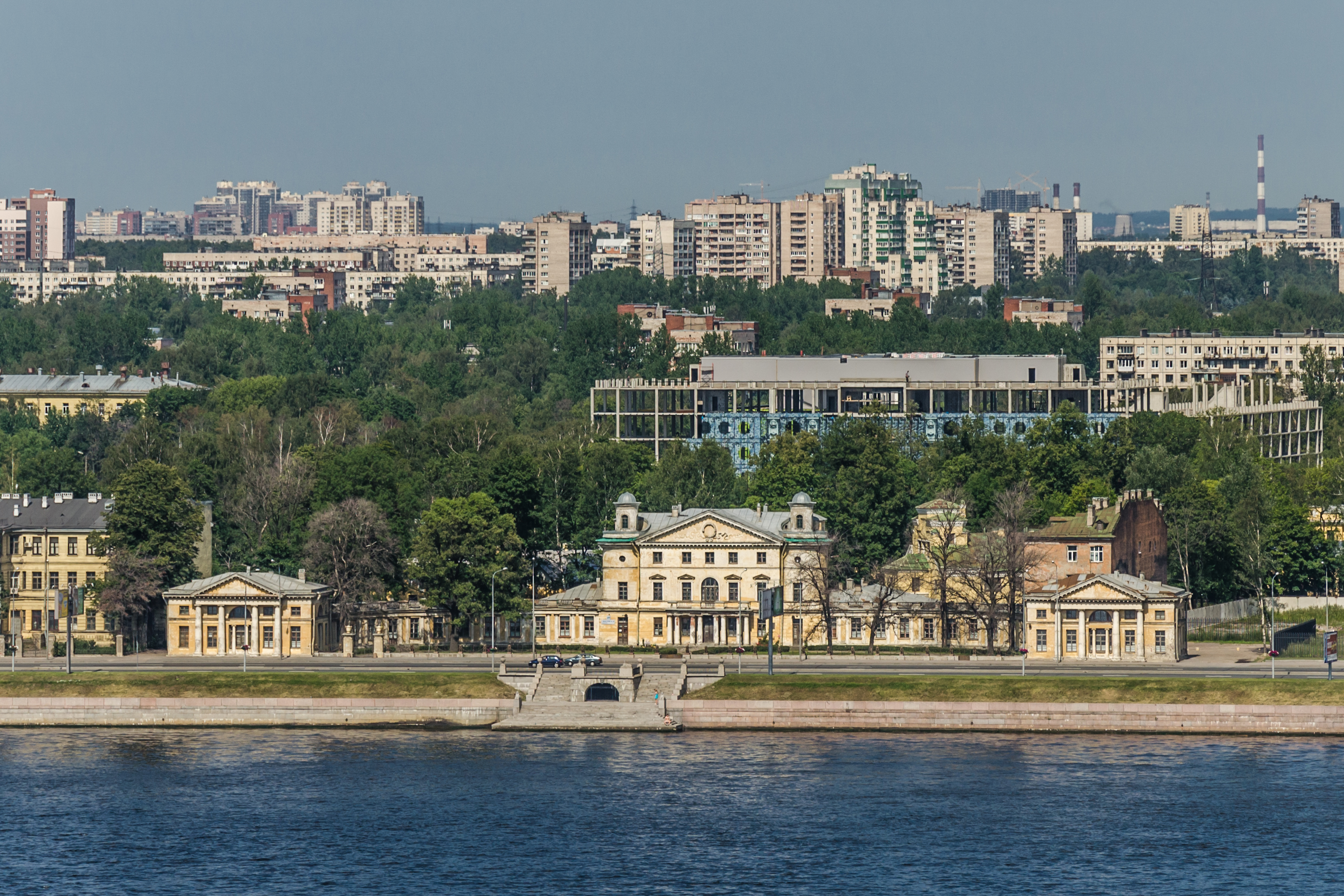
Полюстрово. Вид на колишню садибу Кушелєва-Безбородько (Свердловська наб., 40) з дзвіниці Смольного собору.

Полюстрово — історична місцевість у Калінінському районі міста Санкт-Петербург на правому березі річки Нева.
На мапах з кінця XIX сторіччя і до 1940 року мало назву Палюстрово, що є російською передачею лат. paluster — Болотяне
Наприкінці 18 ст. — садибна територія сенатора Теплова Г. Н., потім вельможі Безбородько О. А. В 19 столітті — територія невеликого приміського курорту. Нині — один з районів міста.

## Історія

### На початку 18 ст.
Наприкінці 18 ст. тут розмістили німецьку колонію. Місцевість була болотяною, звідси її назва (палюстер — болото). Ще за часів Петра І тут віднайшли джерела мінеральної води. Лікарі царя розійшлися в думках про корисність вод, поки у 1745 р. аптекар Йоган Модель не провів перше хімічне дослідження вод і не виявив в них добрий вміст заліза. Води знову визнали лікувальними.

### Садиба сенатора Теплова

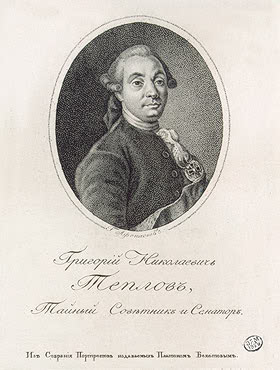
Портрет Теплова Г. М.

В оточенні імператриці Катерини ІІ був авантюрний Теплов Г. Н., коли потрібно — художник-аматор, коли потрібно — шпигун. Він зробив непогану кар'єру і став сенатором. Коли захворів. не поїхав за кордон на тамтешні води, а випросив у імператриці мизу Полюстрово, де лікувався місцевими мінеральними водами. Аби мати затишне приміщення поблизу, відбудував у Полюстрово невелику садибку. Район потроху ставав дачним.

### Садиба Безбородька О. А.

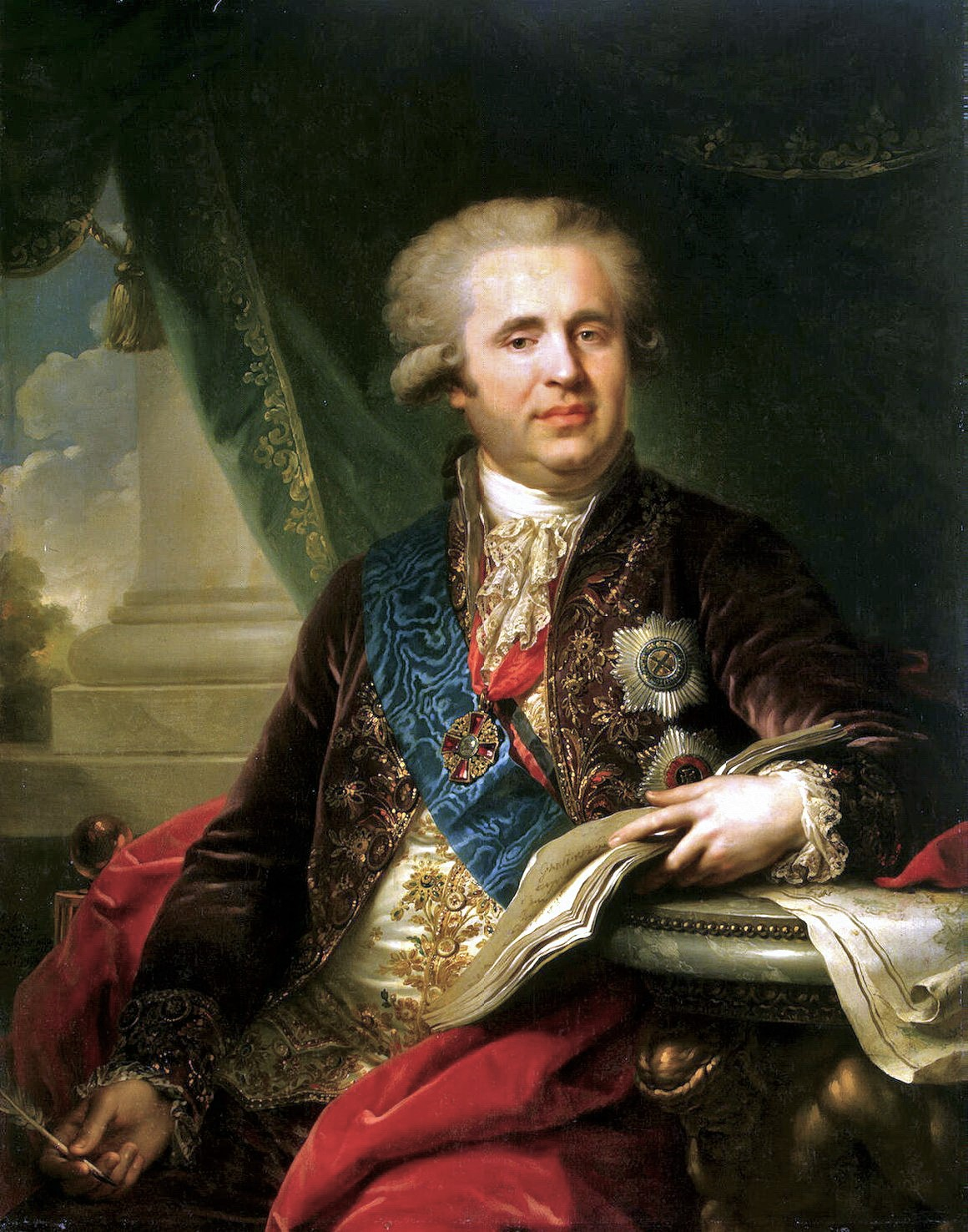
Худ. Йоган Лампі, граф Безбородько Олександр Андрійович

По смерті Теплова у 1771 р. садибу придбав вельможа Безбородько Олександр Андрійович. Садибу суттєво перебудували, а до перебудов вельможа залучив найкращих архітекторів Петербурга. Дослідники досі сперечаються, хто був автором споруди кам'яного палацу з двома бічними вежами та галереями півколом. Ймовірно, авторів було декілька, серед них:
- Баженов Василь Іванович
- Джакомо Кваренгі

Плутанина викликана малою збереженістю документів та частими перебудовами садиби, якими відрізнявся тоді не тільки Безбородько. Останній дозволяв собі не фіксувати кожну перебудову. Відомо, що до будівельних робіт Безбородько широко залучав свого підлеглого та універсально обдарованого Львова Миколу Олександровича, який розпланував пейзажний парк садиби Полюстрово для свого патрона. Родзинкою парку була велетенська скульптура Піфії з металу, якою охоче дивував своїх гостей вельможа Безбородько.

### У 19 столітті
По смерті Безбородька володарем садиби став граф Кушелєв-Безбородбко, що створив на базі джерел мін. води та парку — невеличкий курорт. У 1868 р. курорт сильно постраждав від пожежі і його не відновили. Зберігся лише колишній кам'яний палац вельможі та кам'яна пристань на Неві, прикрашена сфінксами. Металевий паркан садиби досі прикрашає низка скульптур левів.
Спадкоємці поділили ділянку парку на дрібні частини та розпродали. Так зник пейзажний парк садиби, а Полюстрово перетворився на черговий район столиці. Житлову ситуацію погіршували заводи та промислові підприємства. До 1917 р. Полюстрово перебувало заштатним кутом столиці та дрібного виробництва.

### За часів СРСР
Палац Безбородбка перетворили на лікарню. Безбородкинський проспект перейменували на Конратівський. Полюстровська набережна була перейменована на Свердловську на честь більшовика Якова Свердлова. Дореволюційна забудова частково зруйнована, частково замінена на сучасну. Про минуле курорту нагадує лише підприємство, що випускає мінеральну воду в пляшках.